# Reventin-Vaugris
 Reventin-Vaugris  es una población y comuna francesa, en la región de Ródano-Alpes, departamento de Isère, en el distrito de Vienne y cantón de Vienne-Sud.

## Demografía
| 848 | 834 | 913 | 1209 | 1331 | 1577 |
| Para los censos de 1962 a 1999 la población legal corresponde a la población sin duplicidades (Fuente: INSEE [Consultar]) |     |     |      |      |      |